# Anton Haizinger

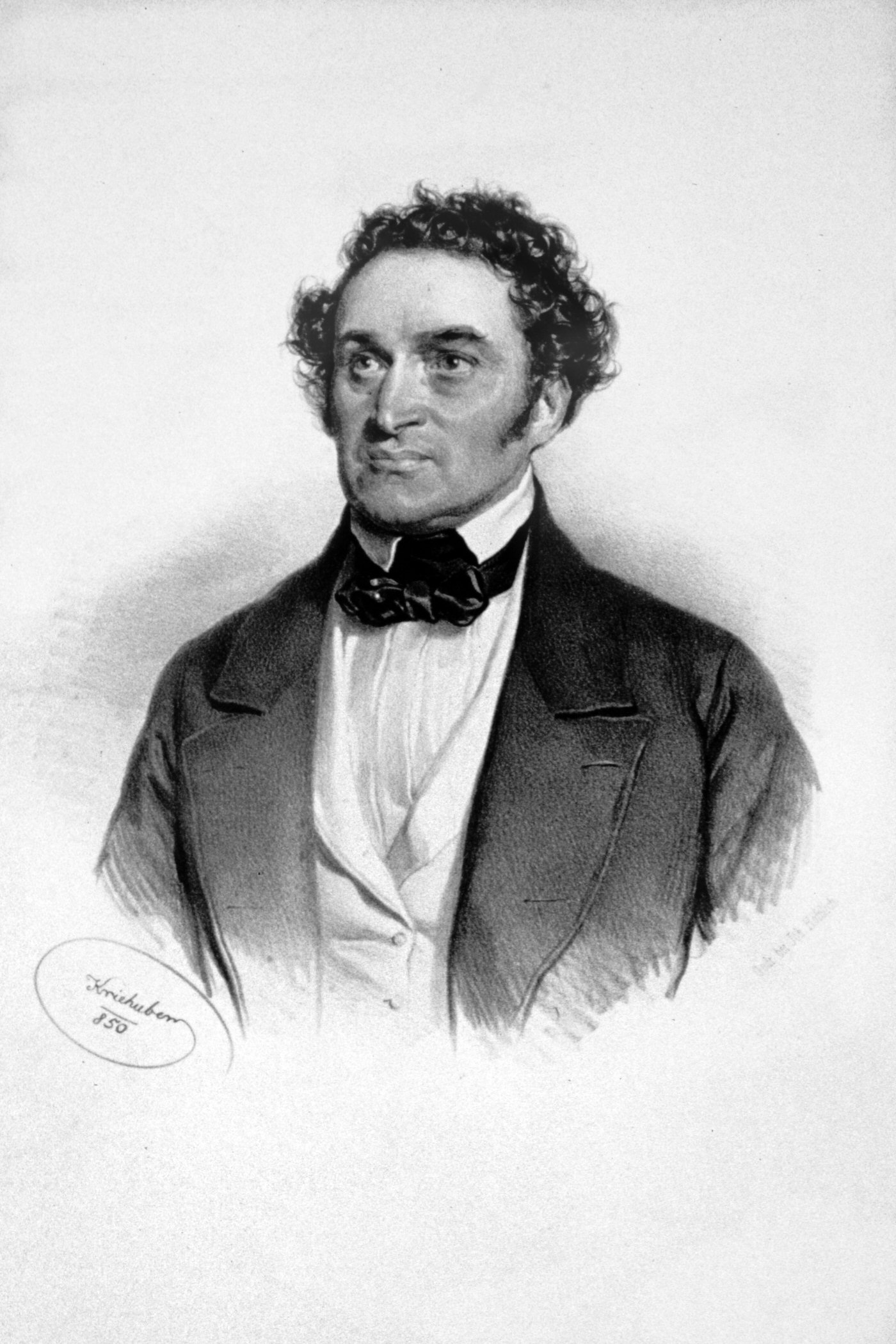
Anton Haizinger, Lithographie von Joseph Kriehuber 1850

Anton Haizinger (* 14. März 1796 in Wilfersdorf; † 31. Dezember 1869 in Karlsruhe) war ein österreichischer Opernsänger (Tenor) und Gatte der Schauspielerin Amalie Haizinger.

## Leben
Haizinger begann seine Karriere als Schullehrer in Wien, wurde später seiner schönen Stimme wegen vom Grafen Pálffy, Direktor des Theaters an der Wien, für die Oper engagiert und fand bereits bei seinem ersten Auftritt im Jahre 1821 ungeteilten Beifall. Einer der Höhepunkte seiner Karriere war die Mitwirkung bei der Uraufführung von Beethovens 9. Sinfonie in der großen Akademie, die der Komponist am 7. Mai 1824 im Kärntnertortheater gab, wo er nur wenige Monate zuvor, am 25. Oktober 1823, den Adolar von Nevers in der Uraufführung von Webers Euryanthe unter der Leitung des Komponisten verkörpert hatte. Er bildete sich hierauf unter Antonio Salieri weiter, gastierte mit Erfolg an anderen Theatern und erhielt in Karlsruhe eine lebenslange Anstellung. 
Die glänzendste Epoche seines Künstlerwirkens begann mit seinen Auftritten in Paris, wo er neben der Sängerin Wilhelmine Schröder-Devrient der deutschen Oper den guten Ruf zu erwerben half, dessen sich dieselbe 1828, 1829 und 1830 erfreute.
1850 zog er sich von der Bühne zurück und übersiedelte nach Wien, wo seine Frau und Tochter engagiert waren.